# Atagema
Atagema là một chi sên biển, các con sên biển mang trần thuộc nhánh Doridacea đặc biệt. Chúng là động vật thân mềm chân bụng sống ở biển trong họ Dorididae.

## Các loài
Các loài được miêu tả trong chi này cho đến nay bao gồm,:
- Atagema alba (O'Donoghue, 1927) hunchback doris
- Atagema carinata  Quoy & Gaimard, 1832
- Atagema gibba Pruvot-Fol, 1951
- Atagema intecta  Kelaart, 1858
- Atagema osseosa  Kelaart, 1859
- Atagema prea Ev. Marcus & Er. Marcus, 1967
- Atagema quadrimaculata Collier, 1963
- Atagema rugosa Pruvot-Fol, 1951 rugby-ball dorid, spined dorid
- Atagema spongiosa  Kelaart, 1858

## Hình ảnh

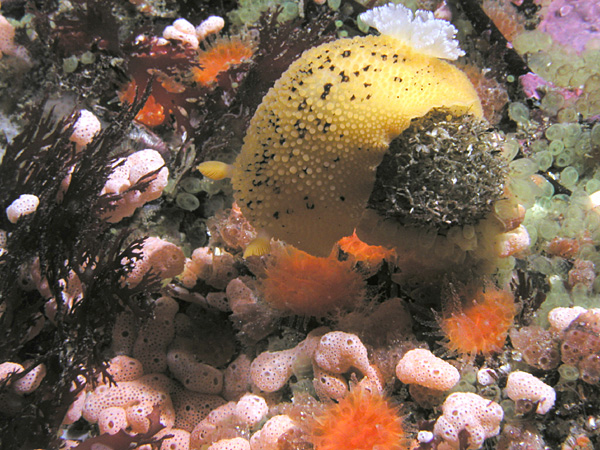
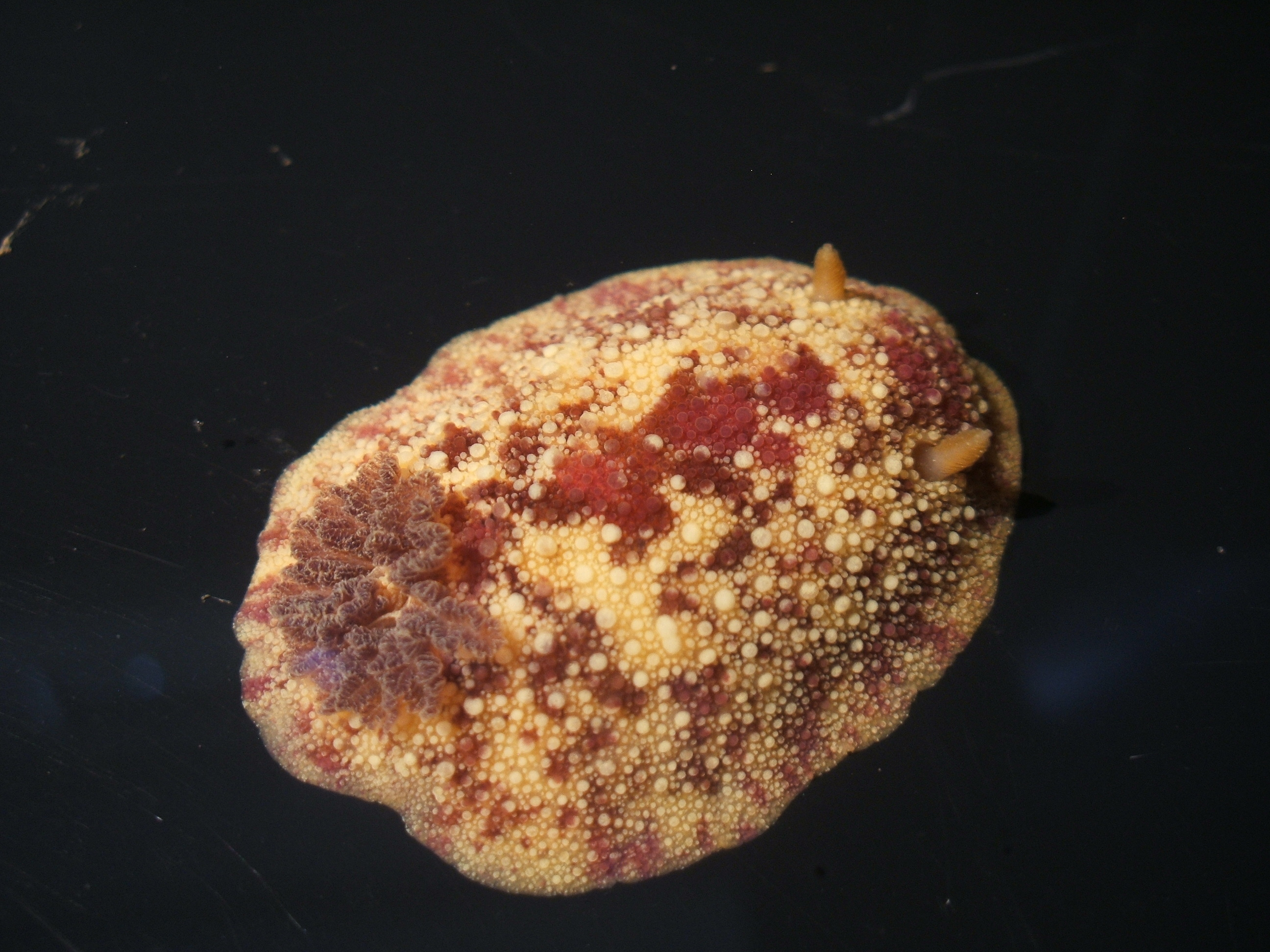
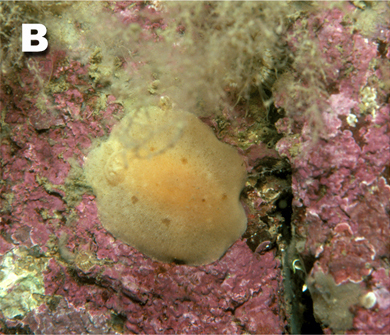
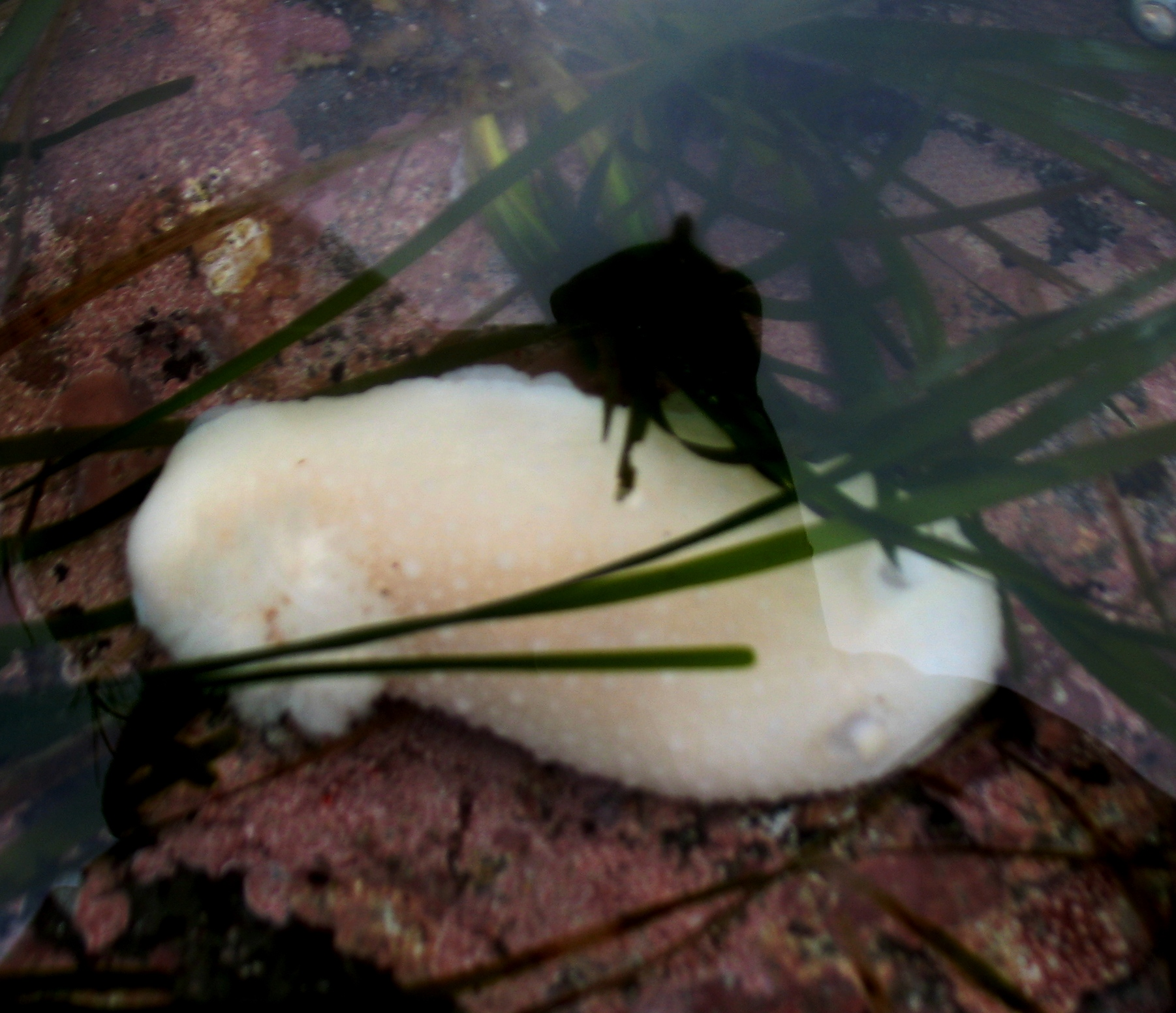